# Estatuto de Autonomia do País Basco de 1979
O Estatuto de Autonomia do País Basco de 1979 (em basco:  1979ko Euskadiko Autonomia Estatutua; em castelhano:  Estatuto de Autonomía del País Vasco de 1979), também conhecido como Estatuto de Guernica (em basco:  Gernikako Estatutua), é a norma institucional na qual o País Basco, em expressão da sua nacionalidade histórica, aderiu ao seu autogoverno, constituindo-se em comunidade autónoma dentro de Espanha. Ao longo da sua história, o País Basco teve dois estatutos de autonomia, o Estatuto de Autonomia do País Basco de 1936, aprovado em plena Guerra Civil Espanhola e que só foi colocado em prática na província de Biscaia (visto que as províncias de Guipúscoa e Álava estavam sob o controlo da fação nacionalista) e o de 1979 (lei orgânica 3/1979, de 18 de dezembro, do Estatuto de Autonomia para o País Basco), também conhecido como «Estatuto de Guernica».